# 小林博
小林 博（こばやし ひろし、1972年6月29日 - ）は、日本の俳優である。神奈川県生まれ。JFCT所属。
主な作品『明日もきっと、おいしいご飯〜銀のスプーン〜』『天地人 (NHK大河ドラマ)』『龍馬伝』『おんな城主 直虎』『ゆずりは』など。

## 来歴・人物
高校サッカーでは、神奈川県優秀選手に選ばれる。法政大学卒業後、役者の道へ進む。1996年『アプレゲール』で舞台役者としてデビュー。現在は、激弾BKYUの主要メンバーとして活躍中。

## 出演

### 舞台
- 『アプレゲール』
- 『ホテルプラネットのクリスマス』
- 『のるかそるか』
- 『先祖代々御風呂屋家業』
- 『時代浪漫冒険記』
- 『夕立あがって星空』
- 『LAST CENTURY SURVIVE』
- 『HAPPY〜モテすぎる男』
- 『A LONG SUMMER NIGHT』
- 『FOOL ON THE HILL』
- 『てれすけ』
- 『Nothing left but boxing』
- 『そろそろ月に帰ろうか』
- 『MABU』
- 『よくできましたx』
- 『そろそろ月に帰ろうか-完全版-』
- 『ねいてぃぶぴーぷる〜越中島の人々』
- 『手のひらに太陽』
- 『アウトオブデイト』
- 『地球のおまけ』
- 『BANANA』
- 『ドギーバック』
- 『スパカリ』
- 『SAi-Yu-Ki』
- 『HELP ME！』
- 『グレイッシュとモモ』
- 『THE JUDGE 〜エゴな人々〜』
- 『バラード 〜あした いきる しあわせ〜』
- 『熱海殺人事件』
- 『カミダンゴ』
- 『おひらく狂想曲』
- 『黄色い叫び』
- 『世界一不幸な男』
- 『警備員ベーコン』
- 『グレイッシュとモモ』
- 『そろそろ月に帰ろうか』
- 『手のひらに太陽を！』
- 『カンプラチンキ！～痛いところにつけるクスリ～』

### 映画
- 『蛇いちご』
- 『オトコタチノ狂』
- 『面道』
- 『ぼくのおばあちゃん』
- 『しあわせならたいどでしめそうよ』
- 『ヒーローショー (映画)』
- 『ランブリングハート』
- 『誘拐ラプソディー 』
- 『SP 革命篇』（2011年）
- 『神様のカルテ』
- 『金陵十三釵』
- 『渇き。』
- 『スリリングな日常 忘れられる人』
- 『クリーピー』
- 『バースデーカード』（2016年10月22日）[1]
- 『SCOOP!』
- 『ミスミソウ (映画) 』
- 『友罪』
- 〚血ぃともだち』
- MIRRORLIAR FILMS Season1『無題』

### TV
- 『日立 世界・ふしぎ発見!』
- 『土曜スタジオパーク』
- 『行列のできる法律相談所』
- 『今週、妻が浮気します』
- 『ママはニューハーフ』
- 大河ドラマ（NHK）
  - 天地人（2009年） - 白井義忠 役
  - 龍馬伝（2010年） - 瀧井耕輔 役
  - 八重の桜（2013年） - 内藤兼備 役
  - おんな城主 直虎（2017年）
  - いだてん〜東京オリムピック噺〜（2019年）
  - 鎌倉殿の13人（2022年） - 河田次郎 役
  - べらぼう〜蔦重栄華乃夢噺〜（2025年） - 井上伊織 役[2]
- 『土曜ワイド劇場 交渉人 遠野麻衣子・最後の事件』
- 『逃亡弁護士』
- 『目線』
- 『東京リトルラブ』
- 『黄金の豚』
- 『パーフェクト・リポート』
- 『BOSS 2nd』
- 『金曜プレステージ 医療捜査官 財前一二三2』
- 『ATARU』
- 『再会』
- 『遅咲きのヒマワリ〜ボクの人生、リニューアル〜』
- 『鍵のない夢を見る〜芹葉大学の夢と殺人〜』
- 『潔子爛漫〜きよこらんまん〜』（2013年、TBS） - 竹本 役
- 『土曜ワイド劇場 福原警部5』
- 『星新一ミステリーSP 華やかな三つの願い』
- 『森光子を生きた女』
- 『罪人の嘘』
- 『すべてがFになる』 第3話（2014年11月4日、フジテレビ） - 医師 役
- 『明日もきっと、おいしいご飯〜銀のスプーン〜』（2015年） - 鈴井圭介 役
- 『相棒 season14』（2015年） - 藤井由紀夫 役
- 『キャリア〜掟破りの警察署長〜』（2016年） - 城山夏彦 役
- 『とげ』（2016年） - 澤部亮 役
- 『痛快TV スカッとジャパン2時間SP』（2017年）
- 『バウンサー』（2017年）
- 『『やすらぎの郷』（2017年） ‐ 吉川役
- 『ハロー張りネズミ』（2017年）
- 『プラージュ』（2017年）
- トットちゃん!（2017年） ‐ 末森憲彦 役
- 『オーファンブラック ～七つの遺伝子～』 ‐ 矢島弘役
- 越路吹雪物語（2018年） ‐ 佐倉監督 役
- 日曜プライム お花のセンセイ 第1作（2020年） - 林秘書 役
- 高嶺のハナさん（2021年） - 雪山幸夫 役
- 真犯人フラグ（2021年 、日本テレビ） - 刑事課長 役
- テッパチ!（2022年） - 三輪公平 役
- エルピス-希望、あるいは災い-（2022年） - 山崎倫也 役
- リバーサルオーケストラ（2023年） - 大塚潔 役
- 飯を喰らひて華と告ぐ 第2話（2024年7月16日、MXテレビ） - 久美の夫 役

### WEB
- 恋するキッチンカー（2025年2月4日、ホクレン農業協同組合連合会・YouTube） - 吉川 役[3]

### CM
- 関東電気保安協会『雨にも負けず、風にも負けず編』
- 富士通『どこでも地デジ』キャンペーン
- キリンビール『のどごし生』
- 『アリナミンEXプラス』
- 『怪盗ロワイヤル』
- 日清オイリオ 『“植物のチカラ”で揚げよう』『リセッタならヘルシーに揚がるんだ』
- 花王『ワイドハイターEXパワー』
- 日本ケンタッキーフライドチキン『ピザハット』
- 明治 『ヨーグルトR-1』映画『バンクーバー朝日』コラボ
- サントリー『ー196℃ ストロングゼロ「新橋居酒屋」篇』
- NTT西日本『フットサル篇』
- 太田胃散『太田胃散A錠剤「胃の中から」』編
- 花王『アタック抗菌EX スーパークリアジェル「チーム干し幅1センチ」篇』
- S&B食品『私がS&Bです』
- 旭化成ホームズ『ヘーベルメゾン』